# جوردن ميتكالف
جوردن ميتكالف (بالإنجليزية: Jordan Metcalfe)‏ هو ممثل بريطاني، ولد في 24 مايو 1986 في كينغستون أبون هال في المملكة المتحدة.

## وصلات خارجية
- جوردن ميتكالف على موقع IMDb (الإنجليزية)
- جوردن ميتكالف على موقع ألو سيني (الفرنسية)
- جوردن ميتكالف على موقع أول موفي (الإنجليزية)
- جوردن ميتكالف على موقع قاعدة بيانات الفيلم (الإنجليزية)
- جوردن ميتكالف على موقع كينوبويسك (الروسية)